# ポルトガル枢機卿の祭壇画

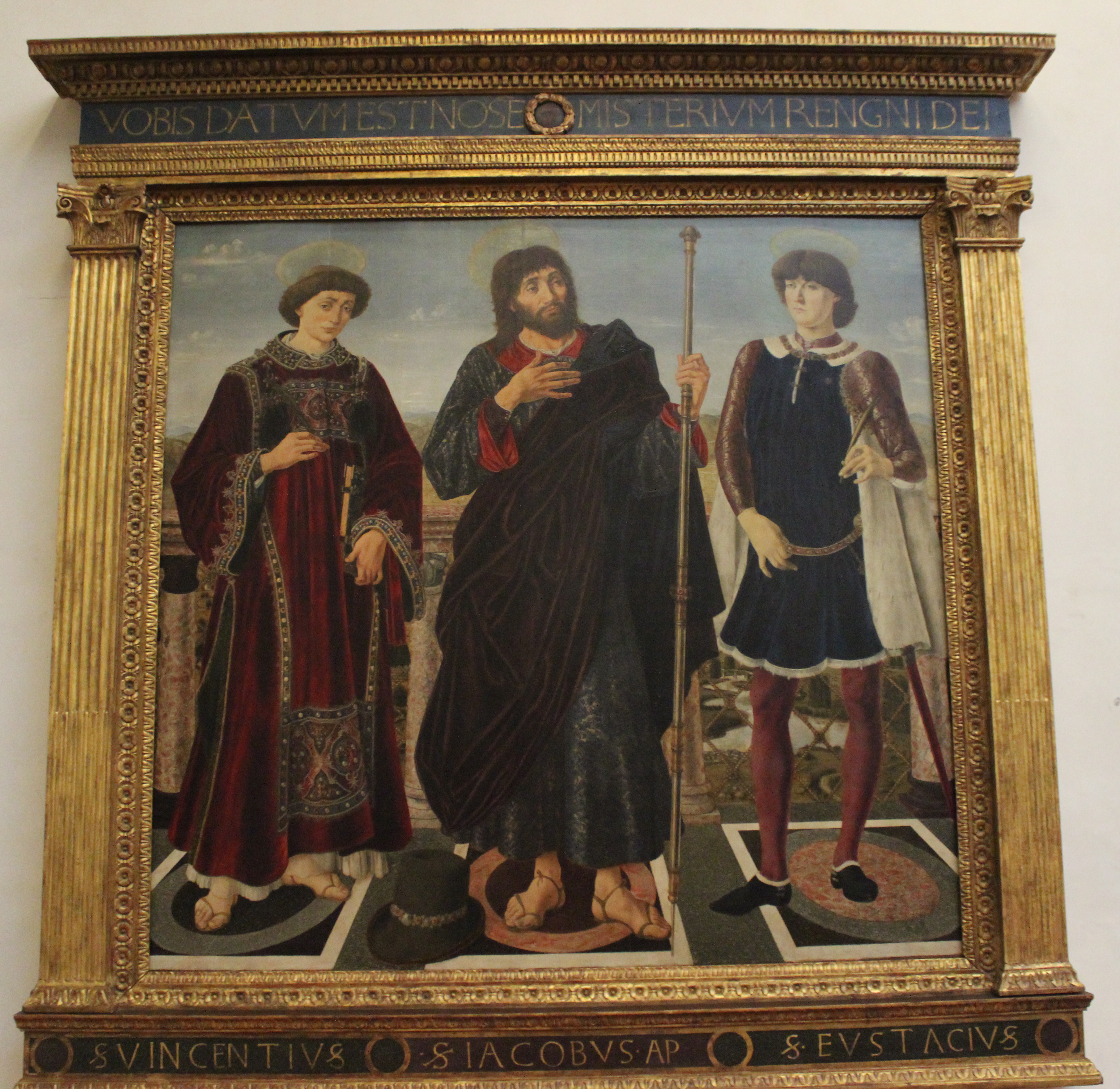
本来の精巧な額縁

『ポルトガル枢機卿の祭壇画』（ポルトガルすうききょうのさいだんが、伊: Pala del cardinale del Portogallo、英: Cardinal of Portugal's Altarpiece）、または『ポルトガル枢機卿礼拝堂の祭壇画』（ポルトガルすうききょうれいはいどうのさいだんが、英: Altarpiece for the Cardinal of Portugal's Chapel）は、1466-1468年ごろに板上にテンペラと油彩で制作された絵画である。イタリア初期ルネサンスの画家の兄弟アントニオ・デル・ポッライオーロかピエロ・デル・ポッライオーロのどちらか1人に、あるいは2人によって制作された。フィレンツェのサン・ミニアート・アル・モンテ教会 のポルトガル枢機卿礼拝堂」(埋葬用礼拝堂) の祭壇用に制作された作品である。この礼拝堂は、フィレンツェに亡命して、1459年に25歳で亡くなった王子、ポルトガルのヤコブ枢機卿のために建造された。
祭壇画は1800年にポルトガル枢機卿礼拝堂から移されて以来、フィレンツェのウフィツィ美術館にあり、礼拝堂には複製が掛けられている。絵画の様々な側面は、設置場所、すなわち新たに建造された精巧な埋葬用礼拝堂と関連づけられており、礼拝堂はルネサンス期のフィレンツェ共和国において、ラヴェンナの古代記念碑を拠りどころに何世紀も前のビザンチン帝国の様式を再生しようとしたものである。

## 作品
絵画は聖人であるサラゴサのヴィセンテ (左側)、ヤコブ (ゼベダイの子) (中央)、エウスタキウス (右側) を表しており、彼らはほとんど見えない風景の背景より高い位置にあるテラスに立っている。見える風景の部分はほとんど聖エウスタキウスの脚の周囲であるが　「細かに観察されている…アルノ川渓谷の小さな装飾的な眺め」と評されており、初期フランドル派絵画の先例に依拠している他の初期イタリア・ルネサンス絵画の風景のようである。
中央の聖ヤコブは枢機卿と同じ名の聖人で、鑑賞の右側の方の、礼拝堂内の枢機卿の墓を見ている。彼は杖を持ち、足元には貝で装飾された帽子があるが、杖と貝はヤコブの聖遺物を訪ねるためにサンティアゴ・デ・コンポステーラまで旅行した巡礼たちのアトリビュート (人物を特定する事物) である。
左側の聖ヴィセンテは、執事 (キリスト教) の衣服を身に着けている姿で表され、『聖書』と殉教の象徴であるシュロを持っている。リスボンに埋葬されている彼はリスボンとリスボン総主教 の守護聖人であった。1453年に、ポルトガルのヤコブ枢機卿が教皇によりリスボンの「永久的執政官」として任命されたが、彼はリスボン総主教になるには若すぎたのである。
ローマの聖エウスタキウス教会はヤコブ枢機卿の名目上の教会で、それが画面右側に聖エウスタキウスが登場している理由である。彼は腰に帯剣した優雅な姿で表されており、それは彼がキリスト教に改宗する以前、古代ローマの勇敢な指揮官であったことを示している。
なお、彼ら聖人たちは枢機卿と関連性があっただけでなく、みな初期キリスト教時代の殉教者である。
彼らの服はすべて豪華なものであり、聖ヤコブの宝石のバンドの付いた帽子 (彼の足元にある) は「ファッショナブル」なものである。「布地―聖ヴィセンテの衣服と、聖エウスタキウスの白い毛皮の縁取りのあるダブレットの豪華なベルベット、聖エウスタキウスと聖ヤコブが身に着けている高価なブロケード―には、早熟な繊細さがある」。

## 帰属と制作年
この絵画は、アントニオかピエロ・デル・ポッライオーロ、または両者の共同制作に帰される作品のうちの1つである。1510年にフランチェスコ・アルベルティーニは、本作と他の絵画をピエロだけに帰属したが、 ジョルジョ・ヴァザーリは、2人の兄弟たちを1つの伝記に著した『画家・彫刻家・建築家列伝』において本作と他の作品を両者の共同制作によるものと記述している。バーナード・ベレンソンは本作をすべてピエロの手になるものとしているが、ピエロの才能はアントニオよりずっと劣るとみなしており、意匠はアントニオによるものだとしている。

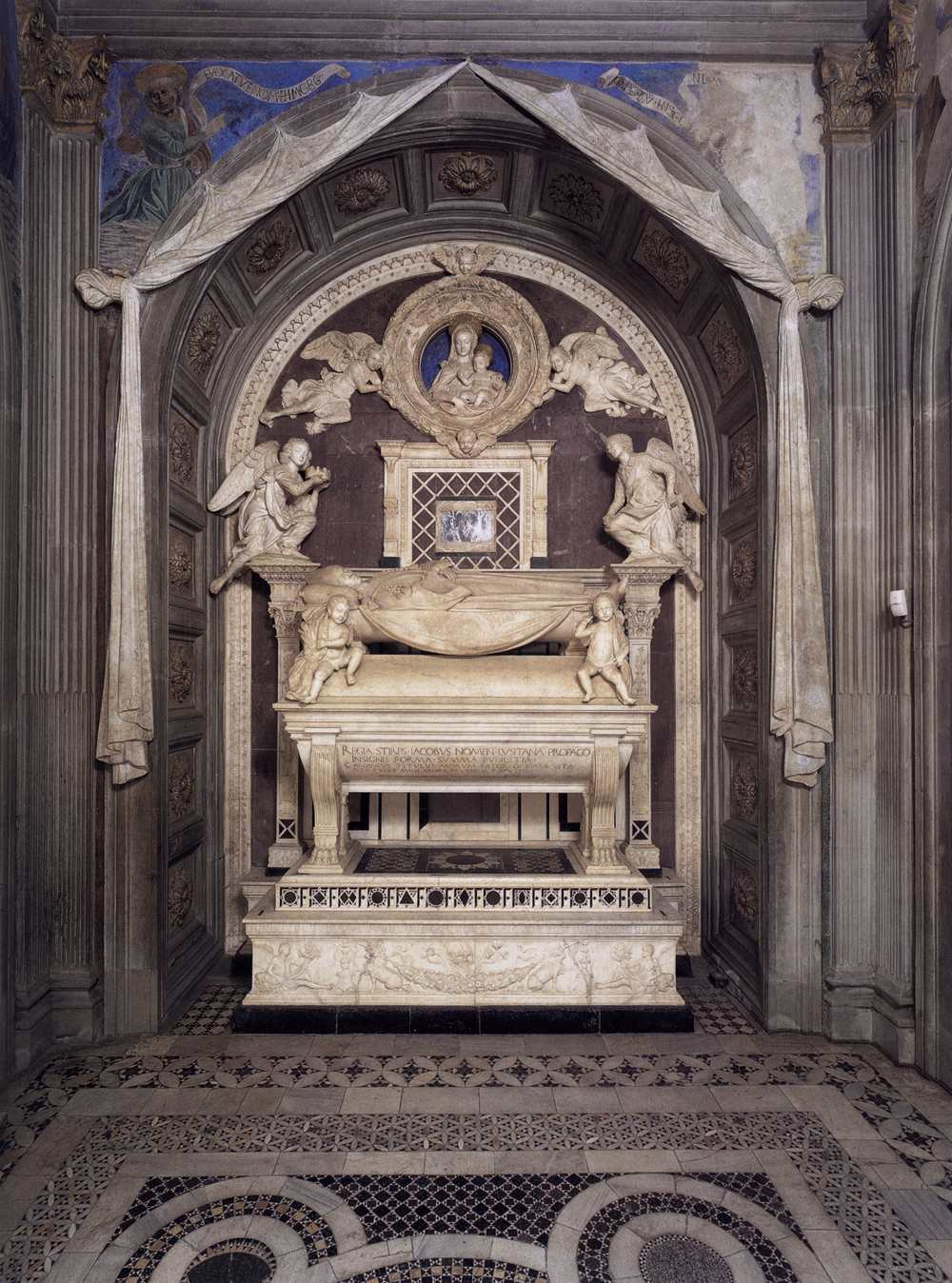
枢機卿の墓は、祭壇画の右側にある礼拝堂の中にある。石棺下の墓表面にロータが見える。

20世紀にはアントニオに本作の制作の多くを帰すことが一般的になったが、近年、アルド・ガッリ (Aldo Galli) によりピエロ1人に帰属されている。ウフィツィ美術館はいまだに兄弟2人に帰属している が、ガッリの様々な作品のピエロへの再帰属は他の美術館において認められている。たとえば、ナショナル・ギャラリー (ロンドン) は現在、所蔵作品の『アポロンとダフネ』をピエロ1人に帰している。
枢機卿は1459年に亡くなった。礼拝堂の建造は1462年に始まったが、壁上の銘文は、おそらく祭壇画も含め1466年遅くに完成したことを記している。

## 背景
皇太子ポルトガルのヤコブは、アヴィス王朝の王子で、ジョアン1世 (ポルトガル王) の孫であった。ヤコブの父ペドロ・デ・ポルトゥガル (コインブラ公) は若い王アフォンソ5世 (ポルトガル王)  の摂政を務めた人物で、アフォンソはペドロの娘 (ヤコブの姉) 、イサベル・デ・コインブラ (1455年没) と結婚した。しかし、1488年にアフォンソが成人に達した時、彼はペドロに非常に反感を抱き、ペドロはすぐに反乱を起こした。当時14歳であったヤコブは、アルファロベイラの戦いで捕虜になり、彼の父ペドロは殺された。ヤコブは最終的に叔母イサベル・デ・ポルトゥガルの懇願により釈放された。彼は彼女の宮廷に赴き、後に聖職者としての人生を始めることとなった。
この祭壇画は、新たに建造された礼拝堂において精巧な装飾プロジェクトの1部をなすものであった。ポッライオーロ兄弟は、礼拝堂の他の壁の部分にも絵画を制作するよう委嘱されたが、それには油彩技法も使用され、壁画であるため保存状態はあまりよくない。壁上にあるアントニオ・ロッセリーノ作の石棺の上には大理石製の枢機卿の彫像がある。

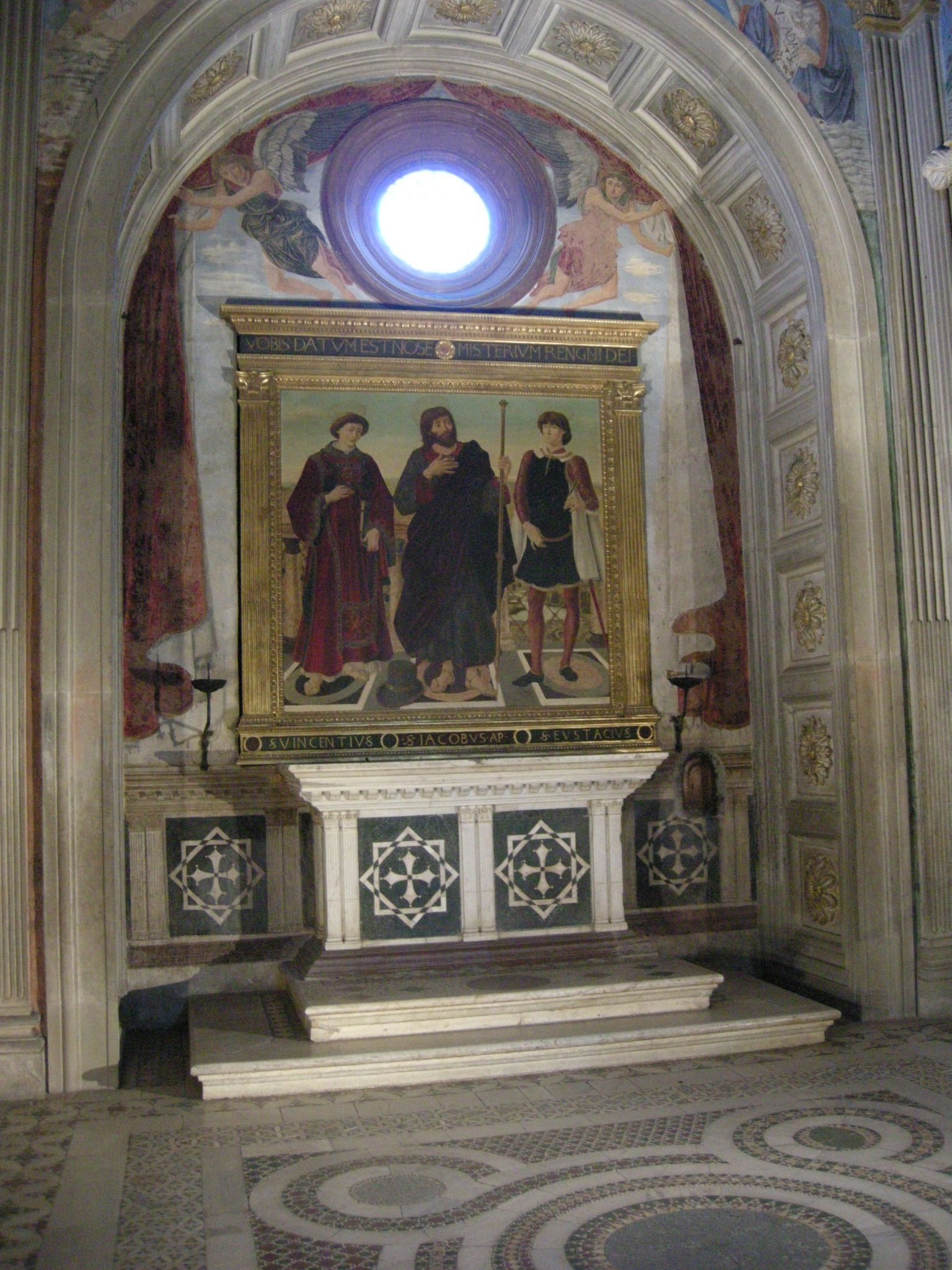
礼拝堂にある複製。床上に斑岩のロータがある。

リンダ・コック (Linda Koch) は、礼拝堂の全体の建築的意匠と装飾が初期キリスト教を喚起させるための試みであり、ラヴェンナにあるビザンチン帝国によって設立された教会に非常に影響を受けていると提言した。リンダ・コック (Linda Koch) は、礼拝堂全体の建築的意匠と装飾が初期キリスト教を喚起させるための試みであり、ラヴェンナにあるビザンチン帝国によって設立された教会に非常に影響を受けていると提言した。祭壇画に関しては、聖人たちの衣服の異例なほどの全体的豪華さ、彼らのむしろ静的なポーズを別とすれば、それぞれが最も貴重で豪華な建築用石材のロータ (rota=円) のに立っている。これらの石材は左から蛇紋岩、斑岩、そして「まだらの黄褐色大理石」で、礼拝堂のコスマテスク様式の床上と、石棺と床表面の間にある墓表面上にある本物の斑岩のロータに呼応しており、過ぎ去った古代の帝国の記念碑を喚起させる。
枢機卿の親族は、彼が教会と王家の地位にふさわしい壮大な様式で記念されることを切に望んだ。彼自身の財源ではこれを賄えなかったが、フィレンツェ共和国と彼の家族は葬式、そしてその後何年か礼拝堂建造の費用を出すために援助をした。財源は母親と姉から、しかし主に叔母のイサベル・デ・ポルトゥガルから提供された。彼らをまとめた銀行家の記録から取り決めについてある程度わかっているが、この記録は数十年前にジーノ・コルティ (Gino Corti) により掘り出された古文書の中に収められている。

## 油彩
現代の技術分析により、絵画には亜麻仁油を使った油彩が用いられていることが明らかになっている。まだイタリアで亜麻仁油は比較的異例であったが、ポッライオーロ兄弟の他の作品にも使われている。

## 額縁
本来の金箔を施した古典的な額縁は、ジュリアーノ・ダ・マイアーノによるものである。3人の聖人は下部に記されている (S[ANCTUS] VINCENTIVS / S[ANCTUS] IACOBVS AP[OSTVLVS] / S[ANCTUS] EVSTACIVS)。上部に「マルコによる福音書」からの引用がある (VOBIS DATVM EST NOS[S]E / MISTERIVM REGNI DEI; 4章:11  (Et dicebat eis: Vobis datum est nosse mysterium regni Dei")というもので、「そこでイエスは言われた、『あなたがたには神の国の奥儀が授けられている』」。